# کامویی کوبایاشی
کامویی کوبایاشی (ژاپنی: 小林 可夢偉؛ زادهٔ ۱۳ سپتامبر ۱۹۸۶) راننده فرمول یک اهل ژاپن است. کوبایاشی در گذشته در مجموعه مسابقات جی‌پی۲ و از سال ۲۰۰۹ تا ۲۰۱۲ و ۲۰۱۴ در فرمول یک شرکت کرده‌است و اکنون در مسابقات قهرمانی استقامت جهان فیا، فرمول ای، سوپر فرمول و به‌طور پاره وقت در نسکار رقابت می‌کند. او همچنین به‌عنوان مدیر تیم تویوتا در مسابقات استقامت جهان فعالیت دارد.
او در کنار همکارانش، مایک کانوی و خوزه ماریا لوپز، قهرمان فصل ۲۰۱۹ استقامت جهان و در سال ۲۰۲۱ پس از پیروزی مجدد در استقامت جهان، برنده مسابقات ۲۴ ساعتهٔ لمانز نیز شد.
کوبایاشی پس از توشی آرای و کازوکی ناکاجیما، سومین قهرمان جهان فیا از ژاپن است و سومین راننده آسیایی الاصل پس از هم‌وطنانش آگوری سوزوکی و تاکوما ساتو بود که در مسابقات جایزه بزرگ ژاپن به سکوی فرمول یک رسید.